# 30276 Noahgolowich
30276 Noahgolowich è un asteroide della fascia principale. Scoperto nel 2000, presenta un'orbita caratterizzata da un semiasse maggiore pari a 2,6616008 UA e da un'eccentricità di 0,0742697, inclinata di 2,01228° rispetto all'eclittica.